# 有用的白痴
有用的白痴（英語：useful idiot）是一个政治术语，指在为某种事业奋斗，却未完全理解自身行为后果，且未意识到自己正被操纵的人，常被这一事业的领导人用于讽刺，含贬义。该词最初使用于冷战期间，以形容易于受到共产党宣传和操纵影响的非共产党人士。该词经常被认作是列宁所说，也有说法称是卡尔·拉狄克所说。

## 早期用法
“有用白痴”一词，指那些观点可以被利用来达到政治目的的愚蠢之人，早在1864年就出现在一份英国期刊上。在冷战时期，该词出现在1948年6月的《纽约时报》一篇关于当代意大利政治的文章（“欧洲出现共产主义转向”）中，引用了意大利民主社会党的报纸《人道报》。《人道报》认为，意大利社会党在1948年義大利大選期间与意大利共产党（PCI）结成了名为人民民主阵线的人民陣線，它将面临要么与意大利共产党合并，要么退出联盟的选择。  该词后来出现在 1955 年美国劳工联合会《新闻报道》的一篇文章中，指的是支持共产主义事业的意大利人。《时代杂志》于1958年1月首次使用该短语，文中写道，基督教民主党的一些成员认为社会活动家达尼洛·多尔奇是共产主义事业的“有用白痴” 。此后，该短语在该期刊的文章中反复出现，从20世纪70年代，到80年代，再到千禧年代，以及2010年代。
在俄语中，“有用白痴”一词早在1941年就已使用。该词被用来嘲笑19世纪60年代的蘇聯“虚无主义者”，据说他们对波兰特工来说不过是“有用白痴和愚蠢的狂热分子”。
虽然“西方有用白痴”一词经常被认为是弗拉基米尔·列宁说的，但没有文献记载他曾经使用过这个短语。美国记者威廉·萨菲尔在1987年为《纽约时报》撰写的一篇文章中报道了他对该词起源的探寻。他写道，美国国会图书馆的一位高级参考馆员格兰特·哈里斯在列宁的著作中找不到这个短语。萨菲尔联系塔斯社和共产党纽约总部也一无所获。他得出结论，在缺乏确凿证据的情况下，必须措辞谨慎，比如“由于列宁曾说……”。